# 춘천문화방송
춘천문화방송주식회사(春川文化放送株式會社, 약칭 춘천MBC)는 강원특별자치도 영서 북부지역을 가시청권으로 하는 TV·라디오 방송국으로, 1968년 7월 13일에 개국하였다. 1983년 11월 7일에 現 춘천시 삼천동 238-3번지 신사옥으로 이전을 준공하였으며, 2004년에 사옥 건물을 리모델링하였다.

## 연혁

### 개국 초기
- 1967년 11월 6일 - 무선국 가허가
- 1968년 4월 6일 - 강원방송주식회사 설립.
- 1968년 5월 20일 - 송신소 건물 및 송신탑 준공.
- 1968년 6월 18일 - 한국문화방송주식회사와 프로그램 제휴계약 체결.
- 1968년 7월 11일 - 무선국 허가.
- 1968년 7월 13일 - 라디오방송국 개국 (주파수 1430kHz, 출력 10㎾).
- 1969년 5월 16일 - 육군 6270부대 자매결연.
- 1971년 9월 20일 - 춘천문화방송주식회사로 사명을 변경.
- 1972년 11월 6일 - 사옥 이전 (강원일보사내).
- 1975년 1월 15일 - 비상주파수 설치
- 1976년 3월 1일 - 주파수 변경(770kHz)
- 1978년 11월 23일 - 주파수 호정 (774kHz), 비상주파수 호정 (657kHz)

### 기반구축기
- 1981년 5월 4일 - 주주 변경(서울장학재단에서 삼양식품공업주식회사로)
- 1981년 12월 28일 - TV방송국 허가
- 1982년 9월 3일 - 사옥 이전 (춘천시 퇴계동 1240번지, 안마산로 133)
- 1983년 1월 20일 - TV방송 개국 (CH 10, 출력 1㎾)
- 1983년 7월 13일 - 창사15주년, FM방송 개국 (94.9MHz, 출력 1㎾)
- 1985년 7월 1일 - 일본 후쿠이TV(福井テレビジョン放送)와 자매 결연
- 1987년 3월 9일 - 뉴스데스크 지역방송 개시
- 1987년 6월 13일 - 화악산 중계소 개국 (CH 24, 출력 30㎾)
- 1987년 6월 13일 - 간이TV중계소 개국 (대암산, 양구, 인제, 한계, 기린, 신남, 홍천)
- 1988년 6월 11일 - 간이TV중계소 개설(홍천, 양구, 신풍, 기린, 인제)
- 1988년 7월 13일 - 창사 20주년

### 성장발전기
- 1993년 7월 13일 - 창사 25주년
- 1993년 12월 10일 - 중국 항저우전시대(杭州电视台)와 자매 결연.
- 1994년 8월 29일 - 신동 AM라디오 송신소 이전 준공.
- 1996년 3월 6일 - 신사옥 준공 (춘천시 삼천동 238-3번지, 수변공원길 54)
- 1998년 7월 13일 - 창사 30주년
- 1999년 7월 13일 - 표준FM 개국 (92.3MHz, 출력 3㎾)..
- 2000년 1월 5일 - 느랏재 송신소 개소 및 FM주파수 변경 (94.5MHz).
- 2000년 3월 20일 - 인터넷방송 개국 (R.TV 생방송 및 VOD).

### 디지털 시대
- 2003년 7월 13일 - 창사 35주년
- 2003년 11월 26일 - 화악산 송신소 신축건물 준공.
- 2005년 5월 2일 - 디지털 텔레비전 방송 개국.
- 2005년 6월 27일 - 대룡산 송신소 신축건물 준공
- 2006년 9월 4일 - 대암산 FM중계소 준공(표준FM 88.9MHz, 음악FM 98.3MHz).
- 2007년 12월 21일 - 지상파DMB 개국.
- 2008년 7월 13일 - 창사 40주년
- 2012년 11월 4일 - 아날로그TV방송 종료
- 2013년 7월 12일 - 창사 45주년
- 2013년 10월 16일 - 수도권, 강원도, 충청권 디지털방송 재배치
- 2018년 7월 13일 - 창사 50 주년
- 2022년 9월 8일 - AM 라디오 운용 일시 휴지(774kHz, 10kW). FM방송 전환.
- 2023년 4월 2일  - AM 라디오 송출 종료(774kHz, 10kW).
- 2023년 6월 12일 - 강원특별자치도 춘천시 수변공원길 54 삼천동.
- 2023년 12월 18일 - 보도국 마스엘 가동

## 개요
사옥은 강원특별자치도 춘천시 삼천동에 있다.
바로 옆에 있는 의암호와 중도유원지의 주변경관이 수려하여, 관광명소로도 널리 알려져있다.
1987년부터 해마다 '한국현대조각초대전'을 사옥 주변에서 개최하고 여성, 청소년, 주부 등을 대상으로 각종 강좌를 꾸준히 개최하며, 각종 지역 행사에 후원하는 지역문화발전에도 노력하고 있다.
강원도 수부도시에 있는 지상파 방송국으로서, 도내 문화방송네트워크국(춘천문화방송, 원주문화방송, MBC 강원영동 등)의 중심이다.
방송지표는 '희망찬 강원 디지털 미래'이며,
2010년의 방송목표는 '녹색 강원 푸른 미래, 시작은 춘천MBC'이다.
2011년의 방송목표는 '우리의 새로운 강원을 즐기세요! 춘천MBC'이다.

## TV방송
1981년 방송국 허가를 받고 2년뒤 1983년 1월 20일 TV방송을 개국하였다. 2005년 5월 2일에는 디지털TV방송을 개국하면서 시청자들에게 고품질의 방송을 서비스하고 있다. 강원 영서 중북부지역과 경기 북동부 일부지역을 가시청권역으로서 방송중이며, 높은 고지에 위치한 화악산중계소 덕택에 서울특별시, 인천광역시 강화군, 경기도 파주시, 남양주시 등 일부에서도 전파를 수신할 수 있다. 

### 프로그램
보도
- 930 MBC 뉴스 강원
- MBC 5시 뉴스와 경제 강원
- MBC 뉴스데스크 강원

교양·예능
- 강원 365 (원주 수중계) : 화~수 저녁 18:05 ~ 19:05 (춘천MBC, MBC강원영동 공동제작)
- 전국시대 : 월~목 오전 7:50
- 가고잡소 : 토 오전 10:20
- 테마기행 길 : 금 18:05

### 방송 송출 시설망
- 호출부호 : HLAN-DTV
- 가상채널 : 11-1

| 송신소        | UHD      | UHD    | HD       | HD    | 송신소 위치                       |
| 송신소        | 물리채널 | 출력   | 물리채널 | 출력  | 송신소 위치                       |
| ------------- | -------- | ------ | -------- | ----- | --------------------------------- |
| 화악산 중계소 | 준비중   | 준비중 | CH 33    | 2.5㎾ | 경기 가평군 북면 화악2리 산218    |
| 대룡산 송신소 | 준비중   | 준비중 | CH 14    | 1㎾   | 강원 춘천시 동내면 고은리 산1-2   |
| 홍천 중계소   | 준비중   | 준비중 | CH 37    | 90W   | 강원 홍천군 홍천읍 연봉리 산11-18 |
| 서석 중계소   | 준비중   | 준비중 | CH 27    | 20W   | 강원 홍천군 서석면 상군두리 산32  |
| 서천리 소출력 | 준비중   | 준비중 | CH 33    | 0.05W | 강원 춘천시 남산면 서천리         |
| 강촌 소출력   | 준비중   | 준비중 | CH 33    | 0.05W | 강원 춘천시 남산면 강촌리         |
| 원천리 소출력 | 준비중   | 준비중 | CH 33    | 0.05W | 강원 화천군 하남면 원천리         |
| 산양 중계소   | 준비중   | 준비중 | CH 17    | 5W    | 강원 화천군 상서면 산양리 산44    |
| 다목리 소출력 | 준비중   | 준비중 | CH 33    | 0.05W | 강원 화천군 상서면 다목리         |
| 간동 중계소   | 준비중   | 준비중 | CH 45    | 5W    | 강원 화천군 간동면 간척리 산5-2   |
| 대암산 중계소 | 준비중   | 준비중 | CH ??    | 90W   | 강원 인제군 서화면 서흥리 산170   |
| 양구 중계소   | 준비중   | 준비중 | CH 27    | 20W   | 강원 양구군 양구읍 하리 산74      |
| 인제 중계소   | 준비중   | 준비중 | CH 26    | 20W   | 강원 인제군 인제읍 덕산리 산14-2  |
| 신남 중계소   | 준비중   | 준비중 | CH 45    | 20W   | 강원 인제군 남면 신남리 산116     |
| 철원 중계소   | 준비중   | 준비중 | CH 27    | 20W   | 강원 철원군 갈말읍 내대리 산12-1  |

아날로그TV
- 호출부호 : HLAN-TV

| 송신소        | 채널  | 출력 | 송신소 위치                      |
| ------------- | ----- | ---- | -------------------------------- |
| 대룡산 송신소 | CH 10 | 1㎾  | 강원 춘천시 동내면 고은리 산1-2  |
| 화악산 중계소 | CH 24 | 30㎾ | 경기 가평군 북면 화악2리 산218   |
| 홍천 중계소   | CH 41 | 100W | 강원 홍천군 홍천읍 연봉리 산11-6 |
| 서석 중계소   | CH 33 | 100W | 강원 홍천군 서석면 상군두리 산32 |
| 산양 중계소   | CH 51 | 10W  | 강원 화천군 상서면 산양리 산44   |
| 간동 중계소   | CH 51 | 10W  | 강원 화천군 간동면 간척리 산5-2  |
| 대암산 중계소 | CH 41 | 500W | 강원 인제군 서화면 서흥리 산170  |
| 양구 중계소   | CH 35 | 100W | 강원 양구군 양구읍 하리 산74     |
| 인제 중계소   | CH 37 | 100W | 강원 인제군 인제읍 덕산리 산14-2 |
| 신남 중계소   | CH 53 | 100W | 강원 인제군 남면 신남리 산116    |
| 한계 중계소   | CH 27 | 10W  | 강원 인제군 북면 한계리 산74     |
| 기린 중계소   | CH 23 | 100W | 강원 인제군 상남면 하남리 산2    |
| 철원 중계소   | CH 31 | 100W | 강원 철원군 갈말읍 내대리 산12-1 |

## 라디오방송
1968년 7월 13일, 강원방송(주)로서 출범하면서 라디오 방송을 개국하며 방송 역사가 시작되었다. 현재 AM라디오 1채널과 FM라디오 2채널을 운영하고 있으며 강원 영서 중·북부 지역과 경기북동부 일부지역을 가청권역으로서 방송중이다.

### 프로그램
표준FM
- 이브닝 홍웅 평일 18:05 ~ 19:00

FM4U
- 박배엄의 브런치카페 매일 오전 11:00 ~ 12:00 (원주MBC 제작)
- 정오의 희망곡 박주사입니다 매일 낮 12:00 ~ 14:00
- 힘내라! 박배엄, 춘천을 열다! 매일 16:00 ~ 18:00 (MBC강원영동 제작)

### 방송 송출 시설망
| 춘천MBC 라디오 | 춘천MBC 라디오 | 춘천MBC 라디오 | 춘천MBC 라디오 | 춘천MBC 라디오                   |
| 송신소         | 주파수         | 출력           | 호출부호       | 송신소 위치                      |
| -------------- | -------------- | -------------- | -------------- | -------------------------------- |
| 대룡산 송신소  | FM 92.3MHz     | 3㎾            | HLAN-SFM       | 강원 춘천시 동내면 고은리 산1-2  |
| 대암산 중계소  | FM 88.9MHz     | 500W           | HLAN-SFM       | 강원 인제군 서화면 서흥리 산170  |
| 철원 중계소    | FM 88.9MHz     | 90W            | HLAN-SFM       | 강원 철원군 갈말읍 내대리 산12-1 |
| 춘천MBC FM4U   |                |                |                |                                  |
| 송신소         | 주파수         | 출력           | 호출부호       | 송신소 위치                      |
| 대룡산 송신소  | FM 94.5MHz     | 3㎾            | HLAN-FM        | 강원 춘천시 동내면 고은리 산1-2  |
| 대암산 중계소  | FM 98.3MHz     | 500W           | HLAN-FM        | 강원 인제군 서화면 서흥리 산170  |
| 철원 중계소    | FM 98.3MHz     | 90W            | HLAN-FM        | 강원 철원군 갈말읍 내대리 산12-1 |

## 지상파DMB
춘천문화방송이 주사업자로서 원주문화방송과 MBC강원영동과 함께 투자하여 강원도내 전역을 방송 권역으로 하는 지상파 DMB 사업자로 운영 중이다.

## 소속 아나운서
- 홍웅
- 김지후
- 노지현
- 박지은

## 보도국
취재팀
- 홍웅 (뉴스룸 국장)
- 허주희 (뉴스취재팀장)
- 김종원 (보도제작팀장/국장)
- 백승호 (차장)
- 나금동 (기자)
- 이송미 (기자)
- 김도균 (기자)
- 김준겸 (기자)
- 김세정 (기자)

영상팀
- 최정현 (영상팀장/국장)
- 유진훈 (편집기자)
- 이인환 (카메라 기자)
- 김유완 (카메라 기자)

## 역대 연중캠페인
- 2009년: 녹색 강원, 푸른 미래, 시작은 춘천 MBC
- 2011년: 우리의 새로운 강원을 즐기세요! 춘천MBC
- 2013년: 희망찬 강원 디지털 미래
- 2017년: 힘내라! 홍웅
- 2023년: 한반도 평화중심 춘천MBC

## 같이 보기
- 원주문화방송
- MBC강원영동
- KBS춘천방송총국
  - KBS원주방송국
  - KBS강릉방송국
- G1방송